# Jean Schmitt
Pour les articles homonymes, voir Schmitt.
Jean Schmitt est un parolier, danseur-chorégraphe et acteur français né le 12 octobre 1935 à Marseille et mort le 18 février 2001 à Poigny.

## Biographie
Il débute comme danseur au Casino de Paris vers la fin des années 1950 et, parallèlement, dépose ses poèmes à la SACEM.
Durant cette période, Jean Schmitt écrit fortuitement son premier texte pour une chanson destinée à Renée Lebas.
Au milieu des années 1960, il quitte la danse pour travailler aux Éditions Barclay et collabore avec Michel Fugain à l’écriture de quelques-unes de ses chansons (Les Fleurs de mandarine, La Corde au cou, On a la mer, Le Grand Comique).
À partir de là et jusqu'à la fin des années 1960, il écrit pour quelques chanteurs de la nouvelle génération yéyé comme Frank Alamo, Lucky Blondo ou Annie Philippe, mais en donnant également des textes à plusieurs interprètes de la chanson française populaire comme Dalida (Entrez sans frapper), Mireille Mathieu (Pourquoi le monde est sans amour) ou Marie Laforêt (D'être à vous).
Mais il va être prolifique à la suite d'une proposition de Claude Carrère, producteur de Sheila. En effet, il devient le professeur de danse de celle-ci. Il réalise les chorégraphies pour certaines de ses chansons en même temps qu’il devient « son danseur » sous le nom de Johnny Mary (chorégraphies sur les chansons Le Cinéma, La Famille, Les Rois Mages). Ensuite, notamment avec l'arrivée des années 1970 et du disco, il devient l'un de ses paroliers et lui écrit plus d’une quarantaine de chansons, la plupart étant des adaptations de succès anglo-saxons qu’il essaiera de retranscrire au mieux.
Cela ne l'empêche pas d'écrire pour d'autres chanteurs disco de l'époque, notamment Claude François ou Ringo pour lesquels il est très productif.
Toutefois, fidèle à la chanson française légère ou fantaisiste, il continue parallèlement d'écrire jusque dans les années 1980 pour des chanteurs emblématiques du genre, tels Sacha Distel et Annie Cordy.
Des années 1960 aux années 1980, il fait épisodiquement de petites incursions au cinéma et à la télévision comme acteur ou comme scénariste. Il apparaît notamment dans une série télévisée à succès, L'Homme du Picardie (1968-1969).

## Quelques-uns de ses interprètes

### Frank Alamo
- 1967 : 
  - Envoie-moi ta photo, coécrite avec Daniel Ringold, musique de Christian Sarrel
  - Si j’avais des ailes, musique de Michel Fugain et Georges Blaness

### Brigitte Bardot
- 1970 : Nue au soleil, musique de Jean Fredenucci

### Lucky Blondo
- 1967 : Sacré Nestor, coécrite avec Georges Blaness, musique de Michel Fugain/Michel Jourdan
- 1968 : 
  - Une fille m'a compris, musique de Michel Fugain et Georges Blaness
  - En vous quittant, musique Michel Fugain et Georges Blaness
  - Ses lunettes de soleil, adaptation française, musique d'Anthony King

### Alain Chamfort
- 1974 : L'amour en stationnement, musique d'Alain Chamfort/Michel Pelay

### Annie Cordy
- 1983 : La Vie en France, musique de Tony Rallo
- 1984 : Et je smurfe, musique de Tony Rallo
- 1985 : Y'a des hauts, y'a des bas, musique de Gérard Gustin

### Dalida
- 1967 : Entrez sans frapper, musique de Michel Fugain

### Sacha Distel
- 1975 : 
  - Vite, chérie, vite, coadaptation avec Claude Carrère de Beach Baby, musique de John Carter/Gillian Shakespeare
  - Pour une nuit avec toi, coadaptation avec Claude Carrère de Silverboy, musique de Jacob Zwart
- 1977 : La Porte d'en face, coadaptation avec Claude Carrère de Living Next Door to Alice, musique de Nicholas Chinn/Michael Chapman
- 1980 : Belles jambes, mais alors quelle tête !, coadaptation avec Claude Carrère de You’ll Be the Death of Me, musique de Hudson B. Ford

### Franck Fernandel
- 1979 : On s'accorde si bien, musique de Gérard Gustin

### Claude François
- 1972 : 
  - Celui qui reste, musique de Jean Fredenucci
  - Une fille et des fleurs, adaptation de You can't hurry love de The Supremes, paroles originales et musique de Lamont Dozier, Brian et Eddie Holland
- 1973 : 
  - Sur ton visage un sourire, adaptation d’après Paul Anka
  - Pour un peu de bonheur, musique de Jean-Claude Petit
- 1975 : 
  - Quelqu'un pleure pour quelqu'un, adaptation d’Another somebody done some de Billy Walker, paroles originales et musique de Moman Dulter
  - Combien de temps faut-il donc ?, adaptation de Don't let the good times fool you de Melba Montgomery, paroles originales et musique de Gary S. Paxton et Ronald Hellard
  - Elles sont jolies en Angleterre, musique de Jean Fredenucci
- 1977 : 
  - Disco météo, musique de Jean-Pierre Bourtayre

### Michel Fugain
- 1965 : 
  - Les Fleurs de mandarine, musique de Michel Fugain
  - La Corde au cou, musique de Michel Fugain
- 1969 :
  - Le temps met longtemps, musique de Michel Fugain
  - Ouvre un petit peu les yeux, musique de Michel Fugain/Dominique Perrier

### France Gall
- 1970 : Les Éléphants, musique de Jean Géral

### Daniel Guichard
- 1973 : Finalement on s'habitue, coécrite avec Daniel Guichard, musique de Nicolas Skorsky

### Marie Laforêt
- 1969 : D'être à vous, adaptation française de I Want You de Bob Dylan
- 1974 : Henri, Paul, Jacques et Lulu
- 1978 : Harmonie, musique de Georges Costa

### Christine Lebail
- 1973 : Qu'elle est jolie la vie, musique de Jean-Pierre Sabard (chanson de la BO du film Le Pélican de Gérard Blain)

### Monique Leyrac
- 1968 : La Joie de vivre, musique de Valto Laitinen

### Mireille Mathieu
- 1969 : Pourquoi le monde est sans amour, musique de Patricia Carli
- 1970 : Je ne sais pas, ne sais plus, musique de Patricia Carli

### Annie Philippe
- 1967 : Pas de taxi, musique de Georges Blaness
- 1969 : Je découvre tout, coécrite avec Michel Jourdan, musique de Jean-Pierre Bourtayre

### Ringo
- 1971 : 
  - Elle, je ne veux qu’elle, musique de Daniel Vangarde
  - Juges, coécrite avec Claude Carrère, Vline Buggy, musique de Monty
- 1972 : 
  - Cinderella, coadaptation avec Claude Carrère d’Amarillo, d’après les paroles originales et musique de Greenfield et Sedakal
  - Trop belle pour rester seule, coécrite avec Claude Carrère, musique de Daniel Vangarde
  - Viens, donne, coécrite avec Claude Carrère, musique de Jean-Claude Petit
- 1973 : 
  - Une bague, un collier, coécrite avec Humbert Ibach, musique de Claude Carrère/Nicolas Skorsky
  - Une heure, une nuit, coécrite avec Claude Carrère, musique de Daniel Vangarde/Jean Kluger
- 1974 : 
  - Remets ce disque, coécrite avec Claude Carrère, musique de Daniel Vangarde
  - Érotisme conjugal, coécrite avec Claude Carrère, musique de Ringo/Bernard Estardy
- 1975 : 
  - Rossana, coécrite avec Claude Carrère, musique de Daniel Vangarde/Jean Kluger/Catherine Dessage
  - Poupée vivante, coécrite avec Claude Carrère, musique de Ringo
- 1976 :   
  - Les Oiseaux de Thaïlande, coadaptation avec Claude Carrère, musique de Toto Cutugno
  - Comme hier, coadaptation avec Claude Carrère, musique de Toto Cutugno
  - Se quitter est impossible, coadaptation avec Claude Carrère, musique de Giancarlo Bigazzi/Giovanni Bella
- 1978 : Darlin’, coadaptation avec Claude Carrère, musique d'Oscar Stuart Blandemer

### Sheila
| - 1968 : La Petite Église - 1971 : - Les Rois Mages - Vive la terre - Blancs, jaunes, rouges, noirs - Love - Trinidad - J’adore - Fragile - Votre enfant - Le Carrosse - 1972 : - Samson et Dalila - Le Mari de mama - Oui je t’aime - L’Olympia - Poupée de porcelaine - 1973 : - Adam et Ève - Oh Marie Maria - 1974 : - Allume ta radio - Samedi soir - 1975 : - C’est le cœur - Quel tempérament de feu - Personne d’autre que toi | - 1976 : - Un prince en exil - Patrick mon chéri - Good bye my love - Les Nuits de musique - L’amour qui brûle en moi - 1977 : L’Arche de Noé - 1978 : Kennedy Airport coécrit par Toto Cutugno - 1980 : - Pilote sur les ondes - L'Amour au téléphone - Louis - Rocky Angel - Peur du silence - Les Sommets blancs de Wolfgang - Psychodrame - Ma haute fidélité - Je ne suis qu’une fille - 1981 : - Et ne la ramène pas - Une affaire d’amour - Sortilège de la nuit - 1982 : - La Tendresse d’un homme - Glori, Gloria |